# Trochila craterium
Trochila craterium (DC.) Fr. – gatunek grzybów z typu workowców Ascomycota. Pasożytuje na liściach bluszczu pospolitego.

## Systematyka i nazewnictwo
Pozycja w klasyfikacji według Index Fungorum: Helotiaceae, Helotiales, Leotiomycetidae, Leotiomycetes, Pezizomycotina, Ascomycota, Fungi.
Po raz pierwszy opisał go w 1805 r. Augustin Pyramus de Candolle, nadając mu nazwę Sphaeria craterium. Obecną nazwę nadał mu Elias Fries w 1849 r. Niektóre inne synonimy:
- Ceuthospora hederae Grove 1923
- Cryptocline paradoxa (De Not.) Arx 1957

## Morfologia
Na dolnej stronie liści porażonych roślin tworzy apotecja o średnicy (75–) 120–200 (–300) µm, zanurzone w tkance liścia, siedzące, krążkowate, otwierające się przez zmienną liczbę nieregularnie pękających szczelin. Hymenium pęcznieje pod wpływem wilgoci i staje się kopułowate. Tarczka owocnika ciemnobrązowa. Wstawki cylindryczne, z przegrodami, o średnicy 2–3,5 (–4) µm, na końcu maczugowate o średnicy ok. 5 µm i zabarwiona zielonkawobrązowo. Worki 50-60 × 7,5–12 μm, cylindryczne do maczugowatych, wyrastające z pastorałek, z małymi porami wybarwiającymi się jodem, 8-zarodnikowe. Askospory ułożone dwurzędowo, 6–8,5 × 3–4,5 µm, elipsoidalne, bez przegród, szkliste, bez galaretowatej otoczki i przydatków.
Anamorfa nie jest znana.

## Występowanie i siedlisko
Znane jest występowanie Trochila craterium w Ameryce Północnej, Europie i Azji. W Polsce M.A. Chmiel w 2006 r. przytoczyła 2 stanowiska na liściach bluszczu pospolitego.